# Leandro Domingues
Leandro Domingues Barbosa (Vitória da Conquista, 24 agosto 1983 – Salvador, 1º aprile 2025) è stato un calciatore brasiliano, di ruolo centrocampista.

## Biografia
Nel quarto di finale del Mondiale per club 2011 realizzò la rete del momentaneo vantaggio contro i messicani del Monterrey. Oltre alla rete in mezza sforbiciata, Domingues trasformò il primo dei 5 rigori che permisero ai giapponesi di qualificarsi per le semifinali.
Domingues è morto all'età di 41 anni, per un cancro ai testicoli.